# Церква Святої Тройці (Потік)
Церква Святої Тройці в Потоці — парафія і храм Бережанського благочиння Тернопільської єпархії Православної церкви України в селі Потік Тернопільського району Тернопільської области.

## Історія церкви
У селі Потік велично стоїть храм Святої Тройці. У 1990 році парафіяни з благословення єпископа Тернопільського і Бучацького Василія заклали перший камінь під будівництво.
Будівництво розпочалося у 1994 році. На час робіт біля хреста спорудили тимчасову каплицю для богослужінь. У 1998 році будівництво завершили, і 8 листопада митрополит Василій освятив храм.
Головними фундаторами були парафіяни села Потік та жителі інших сіл. Особлива подяка висловлена меценату Олегу Безкоровайному за допомогу у придбанні дзвону та інших церковних предметів.
Розпис храму та новозбудовану дзвіницю освятив єпископ Тернопільський і Бучацький Нестор.

## Парохи
- о. Іван Сіверський (з 1990).